# 彌榮神社 (東大阪市)
彌榮神社（いやさかじんじゃ）は、大阪府東大阪市にある神社。正式な発音は「いやさかじんじゃ」だが、通称として「やえじんじゃ」とも発音される。

## 概要
創建は不詳。元は「牛頭天王宮」として、旧大和川の支流・久宝寺川（現・長瀬川）の東岸付近に鎮座していたが、石山合戦の際に村落と共に焼失、慶長5年（1600年）に領主・片桐且元に社地を寄進され再建された。
明治5年（1872年）に現社名へと改名、村社に列せられる。（また同時に、南方の宝持村の彌榮神社も合祀されるが、7年後の明治12年（1879年）に、再度別々に分祀されることになった。）
境内には、旧社名「牛頭天皇宮」が刻まれた享保13年（1728年）の燈籠、文政11年（1828年）の狛犬などがある。

## 祭神
- 須佐之男命